# 11421 Cardano
11421 Cardano este o planetă minoră (asteroid), cu un diametru de 13,701 km, din centura de asteroizi. A fost descoperită pe 10 iunie 1999 la Prescott Observatory⁠(d) de Paul G. Comba⁠(d) și a fost numită după Girolamo Cardano. 
Obiectul prezintă o orbită caracterizată de o semiaxă mare de 3,167519 UAi, o excentricitate de 0,16, o înclinație de 3,18943 ° în raport cu ecliptica.